# Kieran Agard
Kieran Agard (London, 1989. október 10. –) jamaicai származású angol labdarúgó, a Milton Keynes Dons csatára.

## Pályafutása

### Everton
Agard az Arsenal ifiakadémiáján kezdett futballozni 1999-ben, majd 2005-ben az Evertonhoz került. Egy ideig az ificsapatban játszott, majd egy szinttel feljebb került, a tartalékokhoz. A 2008/09-es szezonban őt választották az év legjobb tartalék játékosának. 2009 szeptemberében, egy Hull City ellen 4-0-ra megnyert Ligakupa-meccsen mutatkozott be a felnőttek között.

## Válogatott
Agardnak lehetősége van eldönteni, hogy később az angol vagy a jamaicai válogatottban szeretne szerepelni.

## Külső hivatkozások
- Kieran Agard pályafutásának statisztikái a Soccerbase oldalon (angolul)

- Kieran Agard adatlapja az Everton honlapján

## Fordítás
- Ez a szócikk részben vagy egészben  a   Kieran Agard című angol Wikipédia-szócikk fordításán alapul.  Az eredeti cikk szerkesztőit annak laptörténete sorolja fel. Ez a jelzés csupán a megfogalmazás eredetét és a szerzői jogokat jelzi, nem szolgál a cikkben szereplő információk forrásmegjelöléseként.